# Scleropogon similis
Scleropogon similis là một loài ruồi trong họ Asilidae. Scleropogon similis được Jones miêu tả năm 1907. Loài này phân bố ở vùng Tân Bắc giới.